# Mylochromis melanonotus
Espèce
Statut de conservation UICN

 LC  : Préoccupation mineure
Mylochromis melanonotus est une espèce de poissons téléostéens de la famille des Cichlidés endémique du lac Malawi en Afrique.